# Poppin'
„Poppin'” este un cântec al artistului Chris Brown, de pe albumul cu același nume. Melodia a atins poziția cu numărul 42 în Billboard Hot 100 și poziția cu numărul 5 în Billboard Hot R&B/Hip-Hop Songs.

## Clasamente
| Clasament                            | Poziția maximă | Referință |
| ------------------------------------ | -------------- | --------- |
| U.S. Billboard Hot 100               | 42             | [ 1 ]     |
| U.S. Billboard Hot Ringtones         | 1              | [ 1 ]     |
| U.S. Billboard Hot R&B/Hip-Hop Songs | 5              | [ 1 ]     |
| U.S. Billboard Pop 100               | 95             | [ 1 ]     |